# Jan Saint-Hamont
Jan Saint-Hamon, né le 26 octobre 1941 et mort le 5 décembre 2020 à Valognes, est un réalisateur français.

## Biographie
Sous le nom de Jan Saint-Amont, en collaboration avec Alain-Yves Beaujour et Michel Vlaney, il est co-auteur de Trois voies, recueil de trois nouvelles, paru en 1972 aux Éditions Filipacchi dans la collection Mlle age tendre-salut les copains. Il rédige le deuxième texte intitulé Paule, Paul , Paul et Virginie. Par la suite, Jan de Saint-Hamont cosigne le scénario du film d'Alexandre Arcady, Le Coup de sirocco, avant de réaliser un long métrage, Mais qu'est-ce que j'ai fait au bon Dieu pour avoir une femme qui boit dans les cafés avec les hommes ?, sorti en 1980.

## Filmographie
- 1980 : Mais qu'est-ce que j'ai fait au bon Dieu pour avoir une femme qui boit dans les cafés avec les hommes ?[3]